# Sei Limbat
Sei Limbat is een bestuurslaag in het regentschap Langkat van de provincie Noord-Sumatra, Indonesië. Sei Limbat telt 6892 inwoners (volkstelling 2010).